# São Carlos (Santa Catarina)
São Carlos is een gemeente in de Braziliaanse deelstaat Santa Catarina. De gemeente telt 10.938 inwoners (schatting 2009).

## Aangrenzende gemeenten
De gemeente grenst aan Águas de Chapecó, Cunhataí, Palmitos, Saudades en Alpestre (RS).